# Карл IV Анжуйський
Карл IV (фр. Charles IV; бл. 1446 — 10 грудня 1481) — герцог Анжуйський (як Карл IV), граф Провансу і Форкальк'є (як Карл III) в 1480—1481 роках, граф Мена і Гіза (як Карл V) в 1473—1481 роках.

## Життєпис
Представник династії Анжу-Валуа. Син Карла IV, графа Мена, Мортена і Гіх, та Ізабелли Люксембург-Сен-Поль. Народився близько 1446 року. Маючи слабке здоров'я та посередній характер, він не брав участі у військових кампаніях та лицарських турнірах.
1472 року після смерті батька успадкував родинні графства. У 1474 році одружився зі своєю стриєчною сестрою Жанною Лотаринзькою. Шлюб був бездітний.
1480 року після смерті вуйка Рене I, графа Провансу і герцога Анжу, завдяки тиску французького короля Людовика XI успадкував Анжу, Прованс та Форкальк'є. Втім вже 1481 року Карл помер, а його володіння (окрім графства Гіз) захопив король Франції.